# 栗啄木鸟
栗啄木鸟（学名：Micropternus brachyurus）为啄木鸟科栗啄木鸟属的鸟类。该物种的模式产地在爪哇。

## 亚种
- 栗啄木鸟福建亚种（学名：Micropternus brachyurus fokiensis）。在中国大陆，分布于贵州、广西、湖南、广东、福建等地。该物种的模式产地在福建。[2]
- 栗啄木鸟海南亚种（学名：Micropternus brachyurus holroydi）。在中国大陆，分布于海南等地。该物种的模式产地在海南。[3]
- 栗啄木鸟云南亚种（学名：Micropternus brachyurus phaioceps）。在中国大陆，分布于西藏、云南等地。该物种的模式产地在印度。[4]